# Chittoe
Chittoe är en by i civil parish Bromham, i distriktet Wiltshire, i grevskapet Wiltshire, i England. Byn är belägen 8 km från Chippenham. Chittoe var en civil parish 1866–1934 när blev den en del av Bromham. Civil parish hade 158 invånare år 1931.